# Mana (concept)
Mana este un concept cuprinzător ce înseamnă la origine „putere divină”. Se referă la o energie spirituală și universală care străbate atât lumea vizibilă cât și pe cea invizibilă, facilitând astfel contactul dintre ele. În același timp, se crede că fiecare obiect, plantă, animal și om are o mana personală care îi dă puteri extraordinare pentru a face lucruri mărețe în această lume. Fetișurile sunt obiecte înzestrate cu mana.